# Interstella 5555
Interstella 5555 (インターステラ 5555?, Intāsutera 5555), o Interstella 5555 - The 5tory of the 5ecret 5tar 5ystem, è un film d'animazione giapponese del 2003 diretto da Kazuhisa Takenōchi, prodotto dalla Toei Animation e basato interamente sull'album Discovery della band elettronica Daft Punk. Il co-regista del film, nonché ideatore del concept visivo di personaggi e ambientazioni, è Leiji Matsumoto, autore tra l'altro di serie animate come Capitan Harlock e Galaxy Express 999.
Il film è totalmente senza dialogo e le uniche parole pronunciate sono quelle delle canzoni, che non sono solo la colonna sonora, ma parte integrante del film stesso. Ognuna delle 14 canzoni dell'album è collegata a una parte del film.
È stato presentato nella Quinzaine des Réalisateurs al 56º Festival di Cannes.

## Trama
Nella metropoli di un pianeta situato in una galassia sconosciuta e abitato da esseri simili agli umani, ma dalla pelle blu, una band composta da quattro musicisti si sta esibendo in concerto.
Mentre tutti seguono l'evento, un'astronave entra nell'atmosfera del pianeta e invia un commando di personaggi mascherati i quali, tramite un gas narcotizzante, addormentano il pubblico e rapiscono i quattro musicisti, che vengono trasferiti nell'astronave e portati al cospetto di un misterioso individuo, chiamato Earl de Darkwood. Nel frattempo, uno degli addetti alla sicurezza del pianeta lancia un SOS a un'astronave amica, quella di Shep, un grande fan del gruppo alieno, che rintraccia subito l'astronave dei rapitori e la insegue fino all'interno di un passaggio interdimensionale che conduce allo spazio esterno del pianeta Terra. Nell'attraversarne l'atmosfera, l'UFO dei rapitori si mimetizza, assumendo l'aspetto di un aereo di linea per non destare sospetti. Il viaggio di Shep nell'iperspazio ha però causato danni all'astronave, che precipita nel mezzo di una fitta giungla, schiantandosi.
Intanto, nella base segreta di Darkwood sulla Terra, i quattro alieni vengono "trasformati" da alcuni macchinari in modo da apparire umani. Viene fatto loro il lavaggio del cervello; inoltre, ciascuno di essi viene fornito di un paio di occhiali dotato di un microchip che li pone sotto il controllo di Darkwood. Da qui inizia la loro scalata al successo: ribattezzati Crescendolls, i musicisti (chiamati Stella, Arpegius, Octave e Baryl) diventano delle celebrità mondiali. I Crescendolls si preparano ad affrontare il loro primo concerto in diretta mondiale, in uno stadio gremito di persone, quando Shep si catapulta sul palco e libera tre dei membri dall'effetto ipnotico dei chip. Dopo aver liberato anche Stella, il gruppo trova rifugio in un magazzino, ma le ferite causate a Shep da un proiettile sono mortali. I Crescendolls lo seppelliscono ai piedi di un albero vicino al mare, per poi dirigersi presso la località che Stella ha scoperto grazie a un biglietto da visita trovato nella stanza del suo rapitore: Darkwood Manor. 
Darkwood Manor è un castello abbandonato in cui i quattro trovano tutte le risposte alle loro domande, sotto forma di un vecchio libro, chiamato Veridis Quo: Earl de Darkwood è il figlio del precedente proprietario del castello, un alchimista che, attraverso alcuni esperimenti, ha reso immortale il figlio. Nel corso dei secoli Darkwood ha fatto una grande scoperta per il passaggio interdimensionale che collega la Terra a un'altra galassia, continuando a rapire diversi cantanti extraterrestri di vari pianeti e a farne star della musica. L'ultimo disco di cui ha bisogno per completare il rituale è proprio quello che ha ricevuto dal gruppo musicale: il numero 5555. Una volta ultimato il rituale, Darkwood avrebbe ottenuto il potere di un dio per poter governare su tutto l'universo. I quattro scoprono anche che le loro memorie non sono state rimosse del tutto, ma risiedono all'interno di alcuni dischetti. I quattro vengono catturati e scortati nei sotterranei del vecchio castello; il malvagio Darkwood è pronto a sacrificare Stella per dare via al rituale, ma Arpegius, Octave e Baryl riescono a liberarsi e mentre il castello è prossimo a crollare, il gruppo riesce a salvare Stella e a scappare.
I membri del governo scoprono i segreti di Darkwood e del passaggio fra le galassie, e restituiscono la memoria ai membri del gruppo. Il gruppo musicale alieno svela infine la sua vera identità al mondo intero, che li acclama come e più di prima. Il gruppo musicale alieno riparte per lo spazio: durante il viaggio, il gruppo viene inseguito dallo spirito oscuro di Darkwood, che li attacca tentando di ucciderli per vendicarsi terribilmente di aver rovinato il suo piano perfetto di conquistare l'universo. A trarre in salvo il gruppo giunge lo spirito benevolo di Shep, che blocca Darkwood e lo porta via con sé.
Tornato sul suo pianeta d'origine, il gruppo inizia un grande concerto, che viene intercettato dai satelliti terrestri e viene mostrato sugli schermi di tutto il mondo, e i popoli dei due mondi iniziano a ballare insieme. Sul pianeta Terra, guerre e conflitti cessano: la musica del gruppo alieno ha portato la pace.
Infine si scopre che tutta la storia è solo il frutto di un sogno fatto da un bambino sin dall'inizio del film, addormentatosi con in sottofondo la relativa colonna sonora nella sua stanza.

## Colonna sonora
Testi e musiche di Thomas Bangalter e Guy-Manuel de Homem-Christo
- One More Time
- Aerodynamic
- Digital Love
- Harder, Better, Faster, Stronger
- Crescendolls
- Nightvision
- Superheroes
- High Life
- Something About Us
- Voyager
- Veridis Quo
- Short Circuit
- Face To Face
- Too Long

## Camei
- Durante la cerimonia di premiazione di artista dell'anno, tra gli artisti finalisti sono presenti i Daft Punk. Bangalter si mostra contento per la vittoria dei Crescendolls, mentre Christo no. Invece, nel finale del film gli stessi Daft Punk mostrano anche in forma di peluche nella stanza del bambino, assieme ai personaggi della storia musicale (tra quelli buoni e quelli cattivi).